# Sinatruces II de Partia

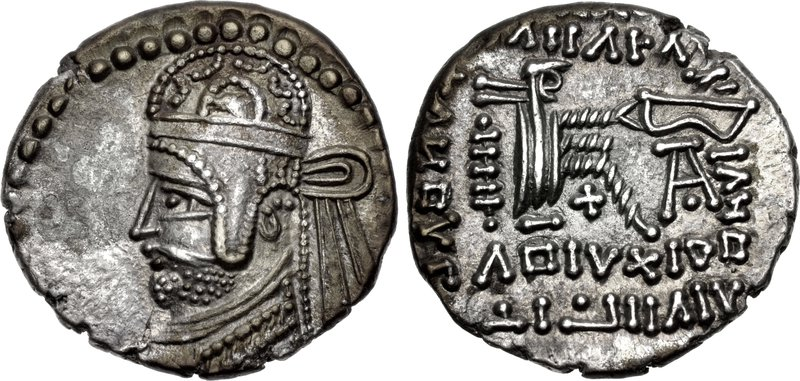
Efigie de Sinatruces II en una moneda.

Sinatruces II de Partia, fue pretendiente al trono del Imperio Parto durante el disputado reinado de su tío Osroes I. Solo se le conoce por los escritos del historiador bizantino Juan Malalas (Chronographia), quien a menudo no es muy confiable. La personalidad de este gobernante y los hechos relacionados con él siguen siendo, por lo tanto, enigmáticos.
Cuando Osroes fue depuesto por la invasión del emperador romano Trajano en el año 116 a favor del gobernante títere Partamaspates, Sinatruces y su padre, el hermano de Osroes, Mitrídates, juntos reclamaron la diadema y continuaron la lucha contra los romanos en Mesopotamia. Trajano luego marchó hacia el sur, hasta el Golfo Pérsico, los derrotó y declaró a Mesopotamia una provincia del Imperio Romano. Después de que los romanos se retiraron, Osroes expulsó a Parthamaspates y recuperó el trono parto.
Mitrídates V finalmente sucedió a Osroes alrededor del año 129 y reinó hasta alrededor del año 140, cuando murió en un ataque contra Comagene. Sinatruces, a quien había designado su sucesor, falleció antes que él, cayendo también en una batalla con los romanos. Por lo tanto, el "reinado" anterior de la pareja durante la abortada campaña del año 116 demostró el único gusto por la realeza de Sinatruces.
El rival de mucho tiempo de su padre, Vologases III, sucedió a Mitrídates, pero otro hijo de Mitrídates, Vologases IV, finalmente subió al trono después de la muerte de Vologases III en el año 147.